# Miroslav Krleža
Miroslav Krleža (Zagabria, 7 luglio 1893 – Zagabria, 29 dicembre 1981) è stato uno scrittore, poeta e intellettuale croato.

## Biografia
È considerato uno dei più importanti scrittori croati del secolo scorso. Nato nel 1893 a Zagabria quando la città era parte dell'impero austroungarico, fu oltre che romanziere anche poeta, drammaturgo, saggista, critico letterario ed enciclopedista.
Giovanissimo entrò nell'accademia militare di Budapest, ma si distinse presto per il suo antimilitarismo. Durante la prima guerra mondiale fu inquadrato nell'esercito asburgico, dopo che nel 1912 ebbe tentato di arruolarsi in quello serbo, che identificava come il più corrispondente alla sua idea di panslavismo e di fratellanza degli slavi del Sud.
Nel 1917 si schierò apertamente con i bolscevichi e con la corrente leninista del marxismo, anche se quasi subito cominciò a manifestare delusione e perplessità verso il bolscevismo e in particolare verso le ingerenze nella cultura.
Nella Jugoslavia monarchica fu uno dei più noti scrittori di sinistra, ma la sua attitudine eterodossa, l'antidogmatismo e il rifiuto per le direttive dell'Urss portarono alla sua emarginazione all'interno del partito.
Fu lo stesso Tito nel 1937 a decretarne l'espulsione dal partito, pur conservando con Krleža un rapporto personale oltre che di stima intellettuale. L'attore Rade Šerbedžija nella sua biografia "Fino all'ultimo respiro" (pubblicata in Italia da Zandonai), racconta di quando lo stesso Tito gli chiese più volte di interpretare opere di Krleža. La rottura tra la Jugoslavia e l'Urss nel 1948 rialzò notevolmente la considerazione dello scrittore. Le sue posizioni filojugoslave furono però in seguito causa di scarsa considerazione in patria nei primi anni della Croazia indipendente.
Alcune sue opere sono state tradotte in italiano da Silvio Ferrari.
Nel 1968 vinse il Premio Herder. Morì nel 1981. Le sue spoglie sono conservate nel cimitero Mirogoj di Zagabria.

## Opere
- Legenda, 1914
- Maskerata, 1914
- Zarathustra i mladić, 1914
- Pan, 1917
- Tri simfonije, 1917
- Pjesme, 1918
- Lirika, 1918
- Saloma, 1918
- Pjesme, 1918-19 (3 voll.)
- Michelangelo Buonarroti, 1919
- Eppur si muove, 1919
- Tri kavalira gospodjice Melanije, 1920
- Hrvatska rapsodija, 1921 (include Smrt Franje Kadavera e Veliki meštar sviju hulja)
- Magyar kiralyi honvéd novela-Kraljevsko-ugarska domobranska novela, 1921
- Golgota, 1922
- Hrvatski bog Mars, 1922 (racconti; trad. it. in Il dio marte croato, Studio Tesi, 1991, e in La battaglia di Bistrica Lesna, Studio Tesi, 1995)
- Galicija, 1922
- Adam i Eva, 1922
- Novele, 1923
- Vučjak, 1923
- Vrazji otok, 1923
- Izlet u Rusiju, 1926
- Gospoda Glembajevi, 1928 (trad. it.: I signori Glembay, Costa & Nolan, 1988)
- Leda, 1930
- U agoniji, 1931
- Knjiga pjesama, 1931
- Moj obračun s njima, 1932
- Knjiga Lirike, 1932
- Eseji, 1932
- Glembajevi, 1932
- Povratak Filipa Latinovicza, 1932 (trad. it.: Il ritorno di Filip Latinovicz, Zandonai, 2009)
- Balade Petrice Kerempuha, 1936 (trad. it.: Le ballate di Petrica Kerempuh, Einaudi, 2007)
- Deset krvavih godina, 1937
- Na rubu pameti, 1938 (trad. it.: Sull'orlo della ragione, Studio Tesi, 1984)
- Banket u Blitvi, 1939
- Dijalektički antibarbarus, 1939
- Djetinjstvo u Agramu godine 1902-1903, 1952
- Davni dani, 1956
- Aretej, 1959
- Eseji, 1961-67 (6 vols.)
- Zastave, 1967 (6 vols.)
- Izabrana dela, 1969
- 99 varijacija, 1972
- Djetinjstvo i drugi spisi, 1972
- The Cricket beneath the Waterfall, and Other Stories
- Put u raj, 1973
- Miroslav Krleža: Jubilarno izdanje, 1973
- Dnevnik, 1977 (5 voll.)

## Traduzioni in italiano
- Sull'orlo della ragione, Studio Tesi, Pordenone 1984
- I signori Glembay, Costa & Nolan, Genova 1978, stampa 1987
- Bellezza, arte e tendenza politica, presentazione di Predrag Matvejevic; disegni di Krsto Hegedusic, Costa e Nolan, Genova 1991
- La battaglia di Bistrica Lesna, Studio Tesi, Pordenone 1995
- Le ballate di Petrica Kerempuh, prefazione di Predrag Matvejević; con uno scritto di Joža Skok, Einaudi, Torino 2007
- Il ritorno di Filip Latinovicz, prefazione di Predag Matvejevic, Zandonai, Rovereto 2009
- Il dio Marte croato: quattro racconti, Hefti, Milano 2017